# دون ساشا
دون ساشا (بالإنجليزية: Don Sasa)‏ هو لاعب كرة قدم أمريكية أمريكي، ولد في 16 سبتمبر 1972 في ساموا الأمريكية في الولايات المتحدة.

## وصلات خارجية
- دون ساشا على موقع مرجع كرة القدم المحترفة.كوم (الإنجليزية)
- دون ساشا على موقع JustSportsStats.com (الإنجليزية)